# Frauenwieserteich
Der Frauenwieserteich ist ein Teich in der niederösterreichischen Gemeinde Langschlag im Waldviertel.

## Lage
Der von der Zwettl durchflossene Teich liegt im Westen des Gemeindegebietes zwischen den Ortsteilen Siebenhöf und Mitterschlag.

## Größe
Die Wasserfläche hat eine Ausdehnung von ungefähr elf Hektar.

## Nutzung
Die Gemeinde Langschlag vergibt Fischereilizenzen. Im Teich leben Karpfen, Hechte und Zander.
Weiters wird das Gewässer als Badeteich genutzt. Es gibt eine große Liegewiese mit Minigolfanlage, Spielplatz sowie ein Buffet. Rund um den Teich führt eine Loipe.